# .220 Swift

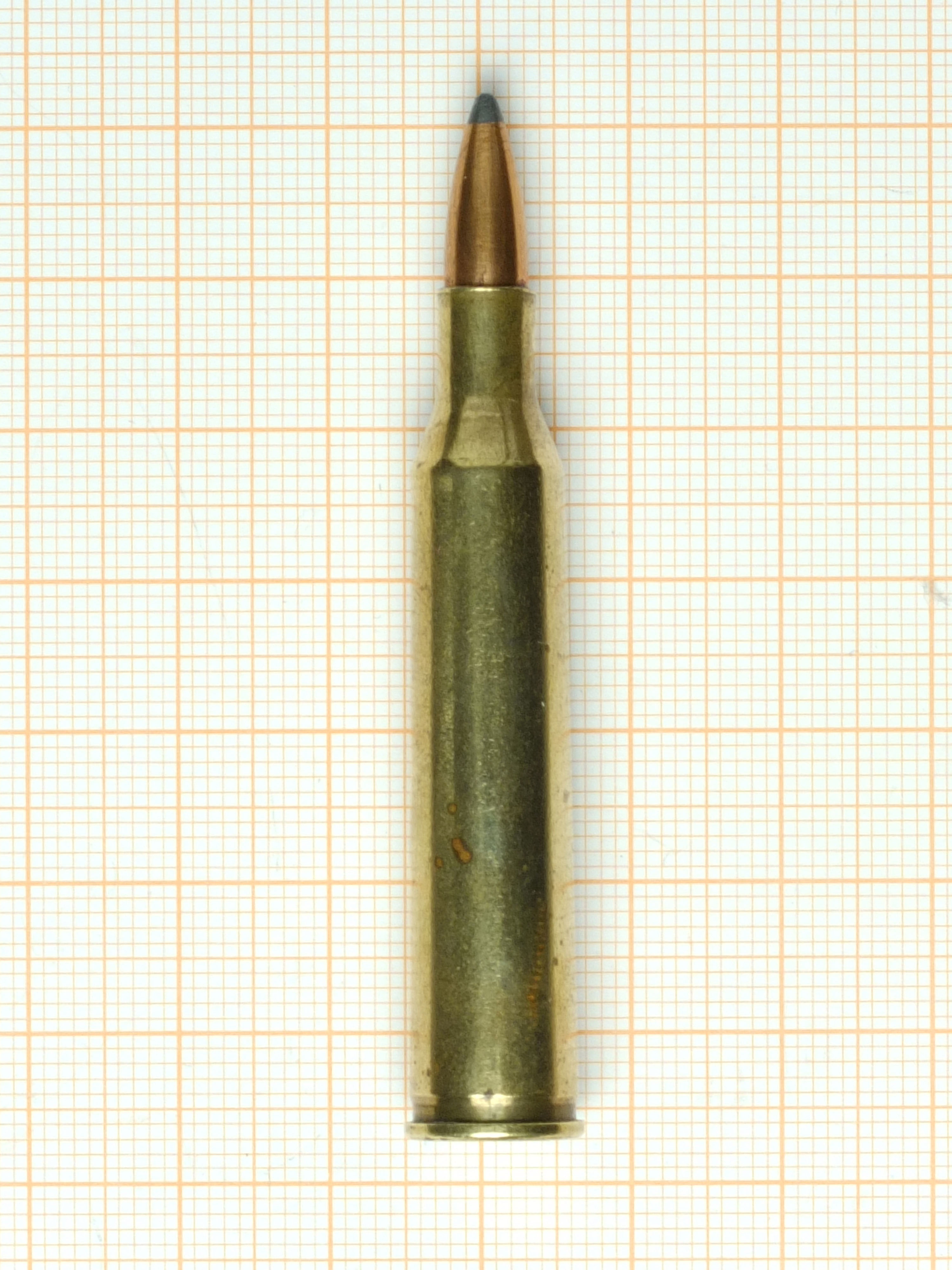
Um cartucho .220 Swift.

O .220 Swift (5,56×56mmSR), é um cartucho de fogo central de rifle com semi-aro criado pela Winchester e introduzido em 1935 para caça de pequenos animais e controle de animais daninhos de pequeno porte. Foi o primeiro cartucho de rifle de fábrica com uma velocidade de saída do cano de mais de 1.200 m/s (4.000 pés/s).

## Performance
A velocidade gerada pelo .220 Swift varia de 2.000 km/h (1.200 mph ou 550 m/s) até cerca de 4.500 km/h (2.800 mph ou 1250 m/s). O Swift é um cartucho de estogo grande e uma bala de calibre .224, criada para caça de pequenos animais, como cães da pradaria, marmotas e pequenos animais daninhos. Quando introduzido, era 1.400 pés/s (430 m/s) mais rápido do que seu concorrente para caça mais próximo, que era o .22 Hornet (também calibre .224). Ele também foi considerado um cartucho extremamente preciso. O .220 Swift continua sendo o cartucho comercial mais rápido do mundo, com uma velocidade publicada de 1.422 m/s (4.665 pés/s) usando uma bala de 1,9 gramas (29 gr) e 2,7 gramas (42 gr) usando pólvora 3031.